# Каталонская Республика (1931)
Каталонская Республика (кат. República Catalana) — историческое государственное образование в юго-западной Европе.

## История
В 1931 году, одновременно с падением режима Примо де Риверы, в Испании была установлена Вторая Испанская Республика. Силы Каталонии были вовлечены в этот процесс, и вскоре они обеспечили победу Франсеска Масии на выборах председателя правительства Каталонии. Спустя несколько часов после своей победы Масия объявил о независимости Каталонии и провозгласил Каталонскую Республику. Предполагалось, что Каталония и Испания будут образовывать одно конфедеративное государство, однако правительство Испании было обеспокоено этой новостью. В связи с этим в Каталонию были направлены три министра: Фернандо де лос Риос, Луис Николау де Олвер и Марсель ли Доминго, для переговоров с Франсеском Масией. Они достигли соглашения: Каталония отказалась от своей полной независимости, но ей была предоставлена автономия.
Тем не менее, в октябре 1934 года было провозглашено независимое Каталонское государство, которое просуществовало всего 24 часа. После победы сторонников Франко в гражданской войне в Испании каталонская автономия была упразднена на 40 лет.